# Heinz Hajek-Halke
Heinz Hajek-Halke (Berlín, 1 de diciembre de 1898 - id, 11 de mayo de 1983) fue un fotógrafo alemán. Fue miembro del grupo Fotoform que ejerció gran influencia durante la postguerra de la Segunda Guerra Mundial. Su fotografía es de corte experimental y se puede considerar próxima al arte abstracto.

## Biografía
Durante su infancia estuvo viviendo en Argentina. En 1910 regresó a Berlín con su familia. En 1915 inició sus estudios en la Real Escuela de Arte de Berlín, pero se vio obligado a interrumpirlos un año después ya que fue reclutado como soldado durante la Primera Guerra Mundial. Al terminar la guerra continúo sus estudios hasta que terminó en 1923. En 1924 comenzó sus primeros experimentos fotográficos. En 1925 fue contratado como fotógrafo de prensa para la Photo Agency. Allí trabajó con Willi Ruge y realizó sus primeros montajes y estudios abstractos de luz.
En 1927 conoció a Bruno Schulz, editor del anuario Das Deutsche Lichtbild; era la época de los diseños de montajes y de las primeras grabaciones comerciales con la utilización de técnicas experimentales. En 1930 realizó gran cantidad de trabajo experimental. 
En 1933 tuvo problemas con la documentación exigida por el Ministerio de Propaganda y tuvo que huir al lago Constanza utilizando el nombre de Heinz Halke, allí estuvo trabajando fotografiando pequeños animales y realizando fotografía científica con tomas de tipo macro entre otras; al mismo tiempo continúo con su trabajo experimental.

## Miembro del grupo Fotoform
En 1948 conoció a Toni Schneiders y en 1949 se convirtió en miembro del grupo Fotoform. Comenzó a trabajar como fotógrafo independiente y en 1950 participó en la primera exposición de la fotografía subjetiva y en la Photokina de 1954 en Colonia.
En 1955 se convirtió en profesor de fotografía en la Academia de las Artes de Berlín. Ese mismo año fue nombrado miembro de la Sociedad Alemana de Fotografía (DGPh).
Escribió dos libros: Experimentelle Fotografie (Fotografía experimental) y Lichtgrafik (Gráficos de luz).
En 1965 recibió el premio de cultura de la asociación alemana de fotografía junto a Felix H. Man y en 1978 la Medalla David Octavius Hill. Poco después fue nombrado miembro honorario de la Sociedad Alemana de Fotografía. Murió en Berlín en 1983.
Las principales exposiciones retrospectivas han sido:
- 2009: Städtische Galerie Regensburg
- 2007: Kunstbibliothek Berlin
- 2002: Kunsthaus Lempertz, Colonia
- 2002: Centre Georges Pompidou, París